# رولاند ماير
رولاند ماير (بالإنجليزية: Roland Meier)‏ ولد بتاريخ 22 نوفمبر 1967، هو دراج سويسري سابق في صنف سباق الدراجات على الطريق. سبق أن شارك في دورة الألعاب الأولمبية الصيفية.

## روابط خارجية
- رولاند ماير على موقع أرشيف الدراجات (الإنجليزية)
- رولاند ماير على موقع إحصائيات الدراجات الإحترافية (الإنجليزية)
- رولاند ماير على موقع CycleBase (الإنجليزية)
- رولاند ماير على موقع أوليمبيديا (الإنجليزية)